# Mecynostomum torquens
Mecynostomum torquens är en plattmaskart som beskrevs av Eugene N. Kozloff 2000. Mecynostomum torquens ingår i släktet Mecynostomum och familjen Mecynostomidae. Inga underarter finns listade i Catalogue of Life.